# The Last Supper (película de 2025)
The Last Supper es una película estadounidense de drama bíblico de 2025 que aborda los últimos días de Jesucristo. Está coescrita y dirigida por Mauro Borrelli, y protagonizada por James Oliver Wheatley, Jamie Ward, Charlie MacGechan, Nathalie Rapti Gomez, Robert Knepper y James Faulkner. Chris Tomlin es uno de los productores ejecutivos. La película se estrenó el 14 de marzo de 2025 por Pinnacle Peak Pictures.

## Reparto
- James Oliver Wheatley como San Pedro
- Jamie Ward como Jesucristo
- Charlie MacGechan como Juan el Apóstol
- Nathalie Rapti Gomez como María Magdalena
- Robert Knepper como Judas Iscariote
- James Faulkner como Caifás
- Henry Garrett como Nicodemo
- Mayssae El Halla como María, madre de Jesús
- Daniel Fathers como José de Arimatea
- Harry Anton como Simón

## Estreno
The Last Supper fue estrenada el 14 de marzo de 2025 por Pinnacle Peak Pictures.